# Mama (Spice-Girls-Lied)
Mama ist ein Lied der britischen Girlgroup Spice Girls. Es erschien im November 1996 auf ihrem Debütalbum Spice und wurde im Februar 1997 gemeinsam mit Who Do You Think You Are? als vierte Single der Gruppe veröffentlicht.

## Entstehung und Veröffentlichung
Mama wurde von den fünf Gruppenmitgliedern Victoria Adams, Melanie Brown, Emma Bunton, Melanie Chisholm und Geri Halliwell in Zusammenarbeit mit den Koautoren Matt Rowe und Richard Stannard geschrieben. Wie schon bei den vorherigen Singles der Spice Girls zeichneten Rowe und Stannard auch hier für die Produktion verantwortlich.
Die Erstveröffentlichung von Mama erfolgte als Teil des Spice-Girls-Debütalbums Spice am 4. November 1996 bei Virgin Records (Katalognummer: 8421742). Am 27. Februar 1997 erschien das Lied als vierte Singleauskopplung aus dem Album. Diese erschien als Doppel-A-Seite mit Who Do You Think You Are? auf CD und beinhaltet als B-Seite zwei Remixversionen zu Who Do You Think You Are (Katalognummer: 8941582). Eine Woche später erschien die Single als „Limited Edition Book Cover“ Ausführung am 3. März 1997. Diese beinhaltet als B-Seite den Non-Album-Track Baby Come Round sowie ein Remix zu Mama (Katalognummer: 894457-2). Darüber hinaus erschien im gleichen Jahr eine 2-Track-Single, die nur aus Mama und Who Do You Think You Are besteht (Katalognummer: 7243 8 94155 2 0).

## Hintergrund
In einem Interview über den Schreibprozess zwischen der Gruppe und dem Duo Matt Rowe/Richard Stannard nannte Rowe Melanie B als diejenige, die die Idee zum Konzept des Songs hatte. Melanie B äußert sich zur Inspiration des Songs in der Band-Biographie Real Life: Real Spice–The Official Story folgendermaßen: „Wir haben Mama geschrieben, als ich eine schlimme Phase mit meiner Mutter durchmachte. Die Aussage ist, dass deine Mutter wahrscheinlich die beste Freundin ist, die du hast. Ob sie nun eine überfürsorgliche Mutter oder eine Art Landmine ist, sie kennt dich in mancher Hinsicht wahrscheinlich besser als du dich selbst.“
Im selben Buch führt Melanie C weiter aus: „Mama handelt davon, wie du dich in dieser rebellischen Teenagerphase wie ein Biest gegenüber deiner Mutter verhältst. Wenn du dann etwas älter wirst, merkst du, dass sie alles, was sie getan hat, nur zu deinem Besten getan hat. Und du denkst: ,Gott, ich war wirklich schrecklich.’“

## Inhalt
Mama ist eine Pop-Ballade die im Viervierteltakt gehalten ist und ein moderates Tempo von 100 Schlägen pro Minute hat. Das Lied ist in einer Strophe-Refrain-Form mit einer Bridge vor dem dritten Refrain aufgebaut. Die Instrumentierung besteht aus Synthesizern, einer Rhythmusgitarre, einem Cello und einer Violine.
Es beginnt mit einer instrumentalen Einleitung mit einer Akkordfolge, die im gesamten Lied verwendet wird. Die erste und zweite Strophe werden jeweils von Emma Bunton und Melanie B gesungen. Es folgen die Bridge und der dritte Refrain. Dann ergänzt ein von Mark Beswick arrangierter Chor die Gruppe im letzten Teil des Lieds. Mama endet damit, dass die Gruppe den Refrain wiederholt, bis das Lied allmählich ausklingt. Textlich behandelt das Lied die Schwierigkeiten in der Beziehung zwischen Müttern und Teenagern, die während der Adoleszenz auftreten.

## Musikvideo
Das Musikvideo zu Mama entstand im Februar 1997 in einem Studio im Londoner Stadtbezirk Ealing. Es zeigt die Spice Girls, wie sie vor einem Publikum singen, das aus Kindern und ihren eigenen Müttern besteht. Das Video wechselt zwischen diesen Szenen und Aufnahmen von Kinderfotos der Spice Girls, sowie von zehn Kinderdarstellerinnen, die jüngere Versionen der Spice Girls spielen und verschiedene Dinge zusammen tun, wie zum Beispiel spielen und Singen und Tanzen üben, obwohl keines der Gruppen-Mitglieder zusammen aufgewachsen ist. Außerdem sind einzelne Szenen mit jeder Mutter der Spice Girls zu sehen, die ein Bild ihrer Tochter in den Händen hält.
Gedreht wurde das Musikvideo von Andy Delaney und Monty Whitebloom (Big TV!), die bereits den Videoclip zu 2 Become 1 inszeniert hatten.

## Kommerzieller Erfolg

### Chartplatzierungen
Mama avancierte zum Nummer-eins-Hit in Irland, Österreich und dem Vereinigten Königreich. Im Vereinigten Königreich war es bereits nach Wannabe (Juli 1996), Say You’ll Be There (Oktober 1996) und 2 Become 1 (Dezember 1996) der vierte Nummer-eins-Hit in Folge, womit die Spice Girls die bisherigen Rekorde von Gerry and the Pacemakers, Frankie Goes to Hollywood, Jive Bunny & the Mastermixers und Robson & Jerome brachen, die in Großbritannien mit ihren jeweiligen ersten drei Singleveröffentlichungen auf Platz 1 debütierten. Darüber hinaus erreichte es Top-10-Platzierungen in Deutschland (Rang 4), Schweden (Rang 5), Neuseeland und der Schweiz (Rang 6), Belgien-Wallonien (Rang 7) Belgien-Flandern (Rang 10)
| ChartsChartplatzierungen     | Höchstplatzierung | Wochen |
| ---------------------------- | ----------------- | ------ |
| Deutschland (GfK)            | 4 (17 Wo.)        | 17     |
| Österreich (Ö3)              | 1 (15 Wo.)        | 15     |
| Schweiz (IFPI)               | 6 (16 Wo.)        | 16     |
| Vereinigtes Königreich (OCC) | 1 (20 Wo.)        | 20     |

| ChartsJahrescharts (1997) | Platzierung |
| ------------------------- | ----------- |
| Deutschland (GfK)         | 46          |
| Österreich (Ö3)           | 21          |
| Schweiz (IFPI)            | 31          |

### Auszeichnungen für Musikverkäufe
| Land/Region                  | Auszeichnungen für Musikverkäufe (Land/Region, Auszeichnung, Verkäufe) | Verkäufe  |
| ---------------------------- | ---------------------------------------------------------------------- | --------- |
| Belgien (BRMA)               | Gold                                                                   | 25.000    |
| Deutschland (BVMI)           | Gold                                                                   | 250.000   |
| Neuseeland (RMNZ)            | Gold                                                                   | 5.000     |
| Niederlande (NVPI)           | Gold                                                                   | 50.000    |
| Schweden (IFPI)              | Gold                                                                   | 15.000    |
| Vereinigtes Königreich (BPI) | Platin                                                                 | 786.000   |
| Insgesamt                    | 5× Gold · 1× Platin ·                                                  | 1.131.000 |

Hauptartikel: Spice Girls/Auszeichnungen für Musikverkäufe